# Bourthes
Bourthes (flämisch: Boorte) ist eine französische Gemeinde mit 851 Einwohnern (Stand: 1. Januar 2022) im Département Pas-de-Calais in der Region Hauts-de-France (vor 2016: Nord-Pas-de-Calais). Sie gehört zum Arrondissement Montreuil und zum Kanton Lumbres. Die Einwohner werden Bourthois genannt.

## Geographie
Bourthes liegt etwa 26 Kilometer südöstlich von Boulogne-sur-Mer an der Quelle der Aa. Umgeben ist Bourthes von den Nachbargemeinden Senlecques im Norden, Ledinghem im Nordosten, Campagne-lès-Boulonnais im Osten, Ergny im Osten und Südosten, Wicquinghem im Südosten und Süden, Hucqueliers im Süden, Preures und Bezinghem im Südwesten, Zoteux im Westen sowie Bécourt im Nordwesten. Zu Bourthes gehören die Ortsteile Les Trois Marquets, Mieurles und Le Catelet. Im Nordosten der Gemeinde Bourthes stehen drei Windkraftanlagen als Teil eines interkommunalen Windparks.

## Bevölkerungsentwicklung
| Jahr                       | 1962 | 1968 | 1975 | 1982 | 1990 | 1999 | 2006 | 2013 | 2022 |
| Einwohner                  | 697  | 676  | 722  | 703  | 629  | 545  | 646  | 848  | 851  |
| Quellen: Cassini und INSEE |      |      |      |      |      |      |      |      |      |

## Sehenswürdigkeiten
- Kirche  Saint-Pierre
- Ruinen der Kapelle Sainte-Marthe im Ortsteil Les Trois Marquets

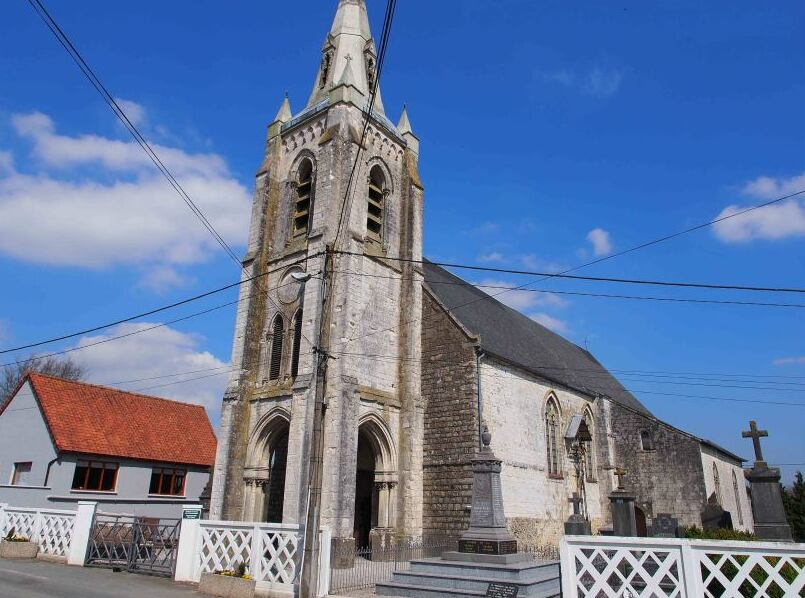
Kirche Saint-Pierre
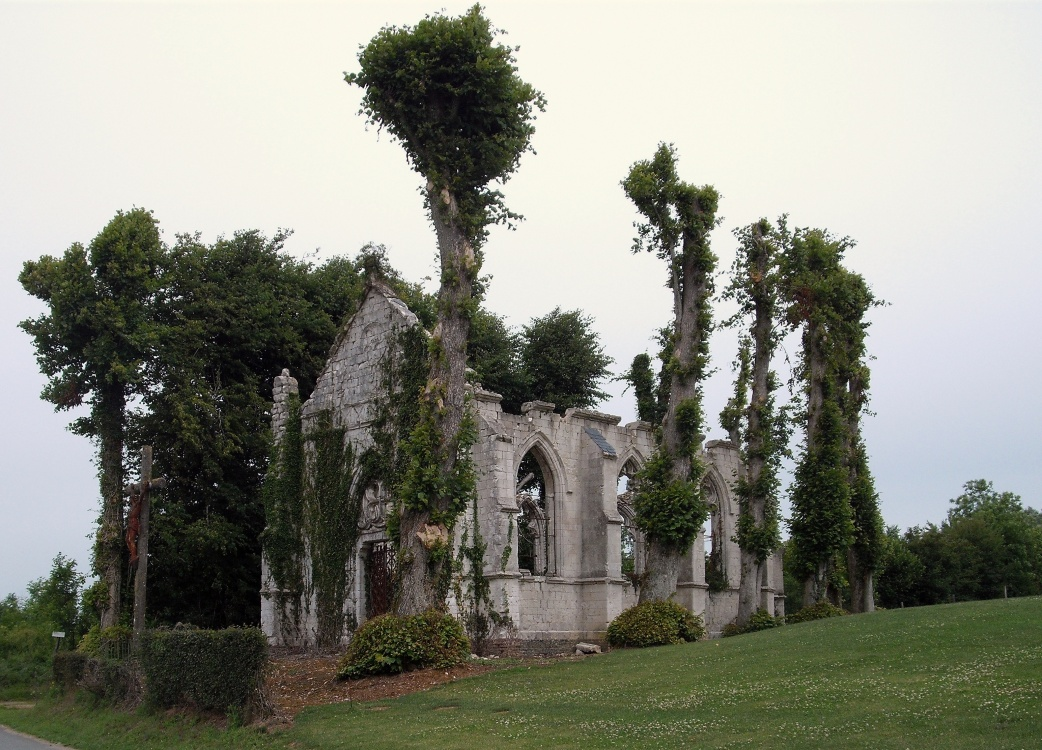
Ruinen der Kapelle Sainte-Marthe